# Margrethe Nørlund Bohr
Pour les articles homonymes, voir Bohr.
 (janvier 2022).
La mise en forme du texte ne suit pas les recommandations de Wikipédia : il faut le « wikifier ».
Les points d'amélioration suivants sont les cas les plus fréquents :
- Les titres sont pré-formatés par le logiciel. Ils ne sont ni en capitales, ni en gras.
- Le texte ne doit pas être écrit en capitales (les noms de famille non plus), ni en gras, ni en italique, ni en « petit »…
- Le gras n'est utilisé que pour surligner le titre de l'article dans l'introduction, une seule fois.
- L'italique est rarement utilisé : mots en langue étrangère, titres d'œuvres, noms de bateaux, etc.
- Les citations ne sont pas en italique mais en corps de texte normal. Elles sont entourées par des guillemets français : « et ».
- Les listes à puces sont à éviter, des paragraphes rédigés étant largement préférés. Les tableaux sont à réserver à la présentation de données structurées (résultats, etc.).
- Les appels de note de bas de page (petits chiffres en exposant, introduits par l'outil «  Source ») sont à placer entre la fin de phrase et le point final[comme ça].
- Les liens internes (vers d'autres articles de Wikipédia) sont à choisir avec parcimonie. Créez des liens vers des articles approfondissant le sujet. Les termes génériques sans rapport avec le sujet sont à éviter, ainsi que les répétitions de liens vers un même terme.
- Les liens externes sont à placer uniquement dans une section « Liens externes », à la fin de l'article. Ces liens sont à choisir avec parcimonie suivant les règles définies. Si un lien sert de source à l'article, son insertion dans le texte est à faire par les notes de bas de page.
- La présentation des références doit suivre les conventions bibliographiques. Il est recommandé d'utiliser les modèles {{Ouvrage}}, {{Chapitre}}, {{Article}}, {{Lien web}} et/ou {{Bibliographie}}. Le mode d'édition visuel peut mettre en forme automatiquement les références.
- Insérer une infobox (cadre d'informations à droite) n'est pas obligatoire pour parachever la mise en page.

Pour une aide détaillée, merci de consulter Aide:Wikification.
Si vous pensez que ces points ont été résolus, vous pouvez retirer ce bandeau et améliorer la mise en forme d'un autre article.
Margrethe Nørlund Bohr (née le 7 mars 1890, morte le 21 décembre 1984) est la collaboratrice, rédactrice et transcriptrice danoise du physicien Niels Bohr qui a reçu le prix Nobel de physique en 1922 et dont elle aide à vulgariser les travaux. Elle a également influencé son fils, le physicien danois Aage Bohr.

## Biographie
Margrethe Nørlund est née à Slagelse, le 7 mars 1890 au Danemark, elle est la fille du pharmacien Alfred Christian Nørlund (1850-1925) et d'Emma Ottine Sophie (née Holm) (1862-1926). Elle est la sœur du mathématicien Niels Erik Nørlund et l'architecte Poul Nørlund,. 

### Jeunesse
À 19 ans, Margrethe étudie pour devenir professeur de français lorsqu'elle rencontre Niels Bohr, un ami de son frère, Niels Nørlund. Comme elle s'en souviendra plus tard, son futur mari visite la maison plusieurs fois avant qu'elle ne le remarque vraiment. Leur relation progresse rapidement et à l'été 1910, ils sont fiancés. Le couple se marie lors d'une cérémonie civile à la mairie de Slagelse le 1er août 1912, et selon tous les rapports, ils sont restés heureux jusqu'à la mort de Niels. 
Les Bohr ont six fils, mais le plus âgé et le plus jeune sont décédés prématurément. Harald est décédé à environ 10 ans d'une méningite et son frère aîné, Christian, s'est noyé à 18 ans, lorsqu'une tempête a soudainement renversé le bateau sur lequel il naviguait avec son père. Notamment, un fils Aage Bohr, est devenu un physicien célèbre comme son père et a également remporté le prix Nobel en 1975.

### Collaboration
Margrethe s'avère essentielle au travail de son mari dès le début de leur relation. En 1912, Niels écrit : « Je suis allé à la campagne avec ma femme et nous avons écrit un très long papier », partageant ainsi le mérite de sa nouvelle épouse.
Ses rôles sont nombreux mais l'un d'eux est simple : il consiste à aider Niels à reformuler ses écrits, à expliquer des concepts, même complexes, en "langage clair". En guise de caisse de résonance, elle collabore avec son mari dans l'élaboration de ses théories, d'abord en les discutant avec lui. Ensuite, Niels dictait ses pensées pour que Margrethe puisse les transcrire et les taper (un travail que sa mère avait occupé avant le mariage). En règle générale, les ébauches circulaient entre les deux à plusieurs reprises. Au cours de l'édition (par les deux), de la transcription, de la réédition et de la ressaisie des nombreux brouillons des papiers de son mari, elle a insisté pour qu'il explique ses idées dans un langage compréhensible pour ses lecteurs. Ses apports en matière de structuration et annotations des publications a aussi grandement contribué à la vulgarisation et à l'intelligibilité des travaux de Niels Bohr en physique quantique. 
Selon Crease, "Elle n'était pas seulement la compagne constante de Bohr, elle était aussi sa collaboratrice intellectuelle, une caisse de résonance qui l'aidait avec ses lettres et ses essais, et pour expliquer ses idées... elle était très intelligente." Selon le fils Hans Bohr, "Ma mère était le centre naturel et indispensable… Ses opinions étaient les directives de son [père] dans les affaires quotidiennes."
Lorsque la Première Guerre mondiale éclate, les Bohr quittent le Danemark et s'installent en Angleterre, où ils restent jusqu'en juillet 1916.

### Copenhague
En 1921, Niels Bohr a fondé l'Institut de physique théorique (depuis 1965, connu sous le nom d'Institut Niels Bohr), à l'Université de Copenhague et la famille emménage dans une maison sur le campus. Il remporte le prix Nobel de physique en 1922. 
Margrethe était un élément bienvenu dans le travail de son mari, à la fois socialement et en raison de ses contributions pratiques. Elle a passé beaucoup de temps avec les divers assistants et coéquipiers de Niels à l'Institut de physique théorique, et plus tard dans la vie, elle a rappelé non seulement leurs succès scientifiques, mais aussi la chaleur de la maison lorsque ces jeunes scientifiques les ont rejoints.
Pendant la Seconde Guerre mondiale , Margrethe s'inquiète lorsque le physicien allemand Werner Heisenberg vient à Copenhague en 1941, apparemment pour exhorter son mari en partie juif à le rejoindre dans ses recherches pour l'Allemagne, mais Niels n'est pas convaincu. Lorsque les troupes allemandes envahissent le Danemark en 1943, la famille s'échappe, s'installant d'abord en Suède puis en Angleterre, retournant au Danemark après la fin de la guerre. La famille revient à Copenhague pour que Niels puisse restaurer et étendre son Institut endommagé. Niels est décédé en 1962. Margrethe est décédée à Copenhague à 94 ans le 21 décembre 1984.

## Copenhague, la pièce
Margrethe et Niels sont les personnages principaux d'une pièce de Michael Frayn , intitulée Copenhague, qui met en scène son rôle dans la vie de Bohr. La pièce se penche sur la collaboration réelle du couple.

« Comme Heisenberg et Bohr se souviennent de leur science, ils se rappellent de toujours être sûrs que Margrethe peut comprendre le travail discuté dans un langage simple. Mais en plus de clarifier leur science, Margrethe est aussi la clé pour clarifier leurs cœurs, poussant toujours les deux hommes à se parler d'intention, de motivation et de mémoire dans le même langage simple. Le personnage, comme la femme historique, rend possible la vie personnelle et professionnelle de Niels. »

Principales performances : 
- Première à Londres – 1998
- Ouverture de Broadway – avril 2000 (lauréat du Tony Award de la meilleure pièce)
- Téléfilm – 2002
- Radio BBC – Janvier 2013